# Die Stein
Die Stein ist eine deutsche Fernsehserie, die  sowohl das private als auch das Berufsleben der engagierten Potsdamer Lehrerin Katja Stein darstellt. Die Serie lief von 2008 bis 2011 im Ersten.

## Hintergrund
Die Dreharbeiten zur 13 Folgen umfassenden ersten Staffel begannen Ende April 2007. Die erste Folge wurde am 29. Juli 2008 ausgestrahlt, die letzte der ersten Staffel am 21. Oktober 2008. Die Dreharbeiten zur zweiten Staffel begannen im Juli 2010. Die 13 Folgen der zweiten Staffel wurden von September bis Dezember 2011 ausgestrahlt.
Die Drehbücher stammten von Gabriele Herzog, Scarlett Kleint, Sebastian Orlac, Thomas Hernadi und Johannes Lackner.

## Handlung

### Erste Staffel

#### Zusammenfassung
Im Leben einer privat wie beruflich glücklichen Ehefrau und Lehrerin Katja Stein stimmt plötzlich überhaupt nichts mehr. Ihr Mann betrügt sie mit ihrer Schwester. Sie verliert ihr ungeborenes Kind und sieht sich mit finanziellen Problemen konfrontiert. Der Direktor ihrer neuen Schule, Alexander Fumetti, ein Ex-Freund aus Studientagen, ist wenig erfreut darüber, sie an seiner Schule zu haben.
Die schmerzvolle Erfahrung, dass ihre Welt nur scheinbar in Ordnung war, erschüttert die Protagonistin nachhaltig, hält sie aber nicht davon ab, noch einmal ganz von vorne zu beginnen. Kraft dafür bezieht sie aus ihrem Beruf. Sie ist von ganzem Herzen Lehrerin.

#### Handlungsübersicht
In der ersten Folge hat Katjas Mann Oliver eine Affäre mit ihrer Schwester Karola. Daraufhin verlässt sie ihn und er geht nach Frankreich. Infolgedessen erleidet Katja einen Schwächeanfall und eine Fehlgeburt.
Das ehemals glückliche Paar hat sich ein Hotel aufgebaut, das hauptsächlich Olivers Traum war. Als er geht, will Katja es verkaufen. Ihre Eltern wollen dies zunächst verhindern, da sie es nicht verstehen, dass sie lieber Lehrerin als Hotelbesitzerin sein will. Sie verkauft es tatsächlich und versöhnt sich nach einem Zusammenbruch ihres Vaters auch mit ihrer Schwester.
Sie trifft sich nun öfter mit Stefan Hagen, einem ehemaligen Investmentbanker, der jetzt einen Reiterbauernhof betreibt.
Als bekannt wird, dass die Schule geschlossen wird, will sich die Sekretärin, Frau von Ryben, das Leben nehmen, da sie nicht mehr weiter weiß. Katja hält sie davon ab und redet mit Direktor Fumetti. Katja hat eine Idee, wie sie die Schule retten könnte: Sie schlägt vor, die Heinrich-Heine-Schule zu einem Modellprojekt zu machen. In Kooperation mit dem Reiterhof von Stefan Hagen sollen die Schüler die Möglichkeit erhalten, zusätzlich zum normalen Schulunterricht im Fach Reiten unterrichtet zu werden. Stefan ist einverstanden und auch die Lehrer stellen sich hinter Katja.
Direktor Fumetti findet die Idee zwar gut, doch als er den Schulrat informiert, will dieser trotz der zahlreichen Neuanmeldungen die Schule schließen.
Victoria, die Referendarin für Geographie und Biologie, macht Fumetti zuvor ein Angebot, mit ihr nach Südafrika zu gehen, doch als er ein Angebot bekommt, den frei werdenden Job als Schulrat anzunehmen, hat er nun drei Angebote zur Auswahl.
Frau von Ryben alarmiert das Kollegium und informiert es über Fumettis Pläne. Angeführt von Katja kommt es zur entscheidenden Frage: Brauchen wir Fumetti?
Stefan fährt mit Katjas Schwester nach Italien, da sie dort einige Bilder ausstellen will. Als die beiden zurückkommen, glaubt Katja, dass sie eine Affäre haben, doch können sie den Verdacht schnell auflösen. Katja verliebt sich in Stefan und er schenkt ihr als Zeichen seiner Liebe ein Fohlen.
Karola ist schwanger. Ausgerechnet von Katjas Ex-Mann Oliver erwartet sie ein Kind. Katja ist genauso bestürzt wie Karola. Katja hat ihr Kind verloren und Karola will ihres nicht. Als Karola zu dem vereinbarten Abtreibungstermin aufbrechen will, entscheidet sie sich kurzfristig um. Sie will das Kind doch bekommen, und allmählich kann sich auch Katja auf ihre Tantenrolle freuen.
Das Projekt „Reiten in der Schule“ gerät durch einen Unfall ins Wanken. Aber die Schwester einer von Katjas Schülerinnen kann den Schulrat überzeugen, so dass das Projekt doch stattfinden kann. Damit ist die Schule gerettet.
Herr Fumetti bleibt schließlich in Deutschland. Als Victoria ihm anbietet, auch in Deutschland zu bleiben, wenn Fumetti sie heiratet, lehnt der Direktor ab; daraufhin verlässt sie die Schule zum Ende des Schuljahres.
Als ein früherer Geschäftspartner von Stefan kommt und ihm anbietet, wieder in seinen alten Job zurückzukehren, zögernd dieser, nimmt aber an. Für ein zunächst befristetes Projekt geht er nach Schanghai. Als er nach Deutschland zurückkehrt, macht er Katja einen Antrag. Er will, dass sie ihn für ein Jahr nach Schanghai begleitet, da er dort eine Bankfiliale übernehmen soll. Katja will in Deutschland bleiben, verspricht ihm aber, ihn so oft es geht zu besuchen.
Auf dem Abschlussfest der Schule verkündet Fumetti seine Entscheidung, die Kooperation mit dem Reiterhof entgegen dem Vertrag nicht mit Stefan als Reitlehrer umzusetzen, sondern eine andere Trainerin einzustellen und ein Internat zu gründen. Die Lehrer sind entsetzt, Stefan will Fumetti verklagen.
Das plötzliche Auftauchen von Oliver wirft Karola dann im wahrsten Sinn des Wortes aus der Bahn. Sie fährt mit ihrem Auto in einen Straßengraben und bei ihr setzen die Wehen ein. Das Baby kommt gesund auf die Welt. Erleichtert kehrt Katja auf den Reiterhof zurück und begegnet Stefan. Er hat den Flieger nach Schanghai sausen lassen. Für sie, für ihre gemeinsame Zukunft.

### Zweite Staffel

#### Zusammenfassung
Nach den vielen Turbulenzen, die das Leben der engagierten Lehrerin Katja Stein (Julia Stemberger) in der ersten Staffel durcheinandergewirbelt haben, scheint nun Ruhe eingekehrt zu sein. Sie lebt mit Stefan Hagen (Jochen Horst) auf dessen idyllischem Reiterhof in einer malerischen Ecke Brandenburgs. Unterstützt wird Katja von Renée (Petra Kleinert), die ihre enge Freundin und zugleich Verbündete im Lehrerkollegium ist. Dank Katjas beherztem Einsatz beim Schulrat ist das Fortbestehen der Heinrich-Heine-Schule durch das Konzept „Reiten in der Schule“ gesichert. Das stellt Schulleiter Fumetti (David C. Bunners) zwar vor ungeahnte Herausforderungen, weckt bei den Schülern aber große Begeisterung.
Mit der Ruhe ist es allerdings bald vorbei. Erst wird Katjas Schwester Karola (Katja Studt) die neue Kunsterzieherin der Schule – und pikanterweise die neue Geliebte von Rektor Fumetti. Dann wird Karolas Sohn Clemens mit lebensgefährlichen Blutungen ins Krankenhaus eingeliefert und die Diagnose der Ärzte schockiert alle...

## Besetzung

### Hauptdarsteller
| Schauspieler       | Rollenname                 | Bemerkungen                                                             | Folge(n) | Jahr(e) |
| ------------------ | -------------------------- | ----------------------------------------------------------------------- | -------- | ------- |
| Julia Stemberger   | Katja Stein                | Lehrerin für Deutsch und Geschichte                                     | 1–       | 2008–   |
| Katja Studt        | Karola König               | Katjas jüngere Schwester, Lehrerin für Kunst                            | 1–       | 2008–   |
| Jochen Horst       | Stefan Hagen               | Reiterhofbesitzer                                                       | 1–       | 2008–   |
| Annekathrin Bürger | Christa König              | Katjas und Karolas Mutter                                               | 1–       | 2008–   |
| Klaus Manchen      | Ulrich König               | Katjas und Karolas Vater                                                | 1–       | 2008–   |
| David C. Bunners   | Alexander „Sascha“ Fumetti | Schulleiter, Lehrer für Geschichte                                      | 1–       | 2008–   |
| Thomas Schendel    | Dr. Karl Kanther           | Stellvertretender Schulleiter, Lehrer für Mathematik, Physik und Chemie | 1–       | 2008–   |
| Petra Kleinert     | Renée Reinhardt            | Lehrerin für Biologie                                                   | 1–       | 2008–   |
| Irm Hermann        | Frau von Ryben             | Schulsekretärin                                                         | 1–       | 2008–   |
| Beat Marti         | Johann Hofer               | Lehrer für Englisch und Reiten                                          | 17–      | 2011–   |

### Klassendarsteller
1. Staffel, 2008, Folgen 1 bis 13:
| Schauspieler     | Rollenname                  |
| ---------------- | --------------------------- |
| Sarah Alles      | Janis Frühwald              |
| Maike Schroeter  | Lisa Heinrich               |
| Bonn Park        | Jin-Woo Kim                 |
| Lucas Confurius  | Äneas Breuer                |
| Benjamin Trinks  | Christian Weidner           |
| Fanny Landuris   | Lena                        |
| Saskia Schindler | Sonja Brettschneider        |
| Sandra Schreiber | Katharina Groß              |
| Gaia Vogel       | Julia Schneider             |
| Heiner Radau     | Lukas                       |
| Sophie Duda      | Jana                        |
| Lisa Hrdina      | Antonia Ruppert             |
| Jonathan Feurich | Thilo                       |
| Tobias Retzlaff  | Kolja Adloff                |
| Kai Mößner       | Kai                         |
| Lukas Schust     | Benni                       |
| Paul Siebler     | Ruprecht „Ruppi“ Zimmermann |
| Maria Hönig      | Marie                       |
| Amy Mußul        | Shirin Keil                 |

2. Staffel, 2011, Folgen 14 bis 26:
| Schauspieler      | Rollenname           |
| ----------------- | -------------------- |
| Aram Arami        | Timo Kraft           |
| Kiara Brunken     | Nadja Auwaldt        |
| Dorian Brunz      | Jörg Unzuh           |
| Frank Witter      | Tom Unzuh            |
| Klara Deutschmann | Kim Pfahl            |
| Nastassja Hahn    | Ludmilla Barantschuk |
| Anja Karmanski    | Hanna Wellstedt      |
| Vito Hanné        | Gunnar Helmers       |
| Luisa Lossau      | Annika Leetz         |
| Yona Mühr         | Mia Borowski         |
| Géraldine Raths   | Svenja Sievers       |
| Merlin Rose       | Nils Metzer          |
| Baris Simsek      | Demir Ilhan          |

### Ehemalige Hauptdarsteller
| Schauspieler       | Rollenname     | Bemerkungen                                                  | Folge(n) | Jahr(e)   | Ausstiegsgrund                                |
| ------------------ | -------------- | ------------------------------------------------------------ | -------- | --------- | --------------------------------------------- |
| Konstantin Graudus | Oliver Stein   | Hotelkoch                                                    | 1–2      | 2008      | trennt sich von Katja; Gastauftritt, Folge 13 |
| Ivonne Schönherr   | Victoria Treff | Referendarin für Geographie und Biologie                     | 1–13     | 2008      | geht nach Südafrika                           |
| Dirk Schoedon      | Lutz Pellworm  | Lehrer für Sport                                             | 1–13     | 2008      |                                               |
| Annett Kruschke    | Marie Kanther  | Frau des stellvertretenden Schulleiters, Lehrerin für Chemie | 1–18     | 2008–2011 | stirbt nach einem Nervenzusammenbruch         |